# NGC 4343
NGC 4343 (другие обозначения — UGC 7465, MCG 1-32-38, ZWG 42.70, VCC 656, IRAS12210+0713, PGC 40251) — спиральная галактика (Sb) в созвездии Дева.
Спектральные данные показывают, что кинематика газа в галактике подвергалась возмущениям. Также наблюдается пылевая полоса неправильной формы.
Этот объект входит в число перечисленных в оригинальной редакции «Нового общего каталога».